# Árpád Doppler
Árpád Doppler (Budapest, 5 giugno 1857 – Stoccarda, 13 agosto 1927) è stato un compositore ungherese naturalizzato tedesco.
Figlio del compositore Karl Doppler (1825–1900), studiò presso il Conservatorio Reale di Musica di Stoccarda (Königlichen Konservatorium für Musik). Dal 1880 al 1883 fu insegnante presso il Grand Conservatory di New York, poi professore al Conservatorio Reale di Musica di Stoccarda. Dal 1889 è stato anche direttore del coro e direttore musicale presso il Königlichen Hoftheater a Stoccarda.
Ha composto diverse opere orchestrali, brani di musica da camera per pianoforte, cori e lieder e l'opera Caligola (1891). Il suo stile compositivo in certi momenti ricorda quello di Edvard Grieg.
Sua sorella Olga Doppler-Alsen (1871–1917) era una attrice di teatro. Aveva sposato nel 1896 Harry Alsen (1866–1919), anche lui un attore teatrale.